# Фреатичні води

Схема утворення і залягання підземних вод: 1 – водопойні породи; 2 – водоносні породи; К1-К4 – колодязі; Д1-Д3 – джерела.

Фреатичні води – колодязні води. Незамкнені ґрунтові води, тобто води, не обмежені зверху водонепроникними гірськими породами. Термін «фреатичні води» запропонований Добре у 1887 р. У гідрогеології він вживається часто, але в різних значеннях, переважно як синонім терміна «ґрунтові води».